# Tropeirismo no Paraná

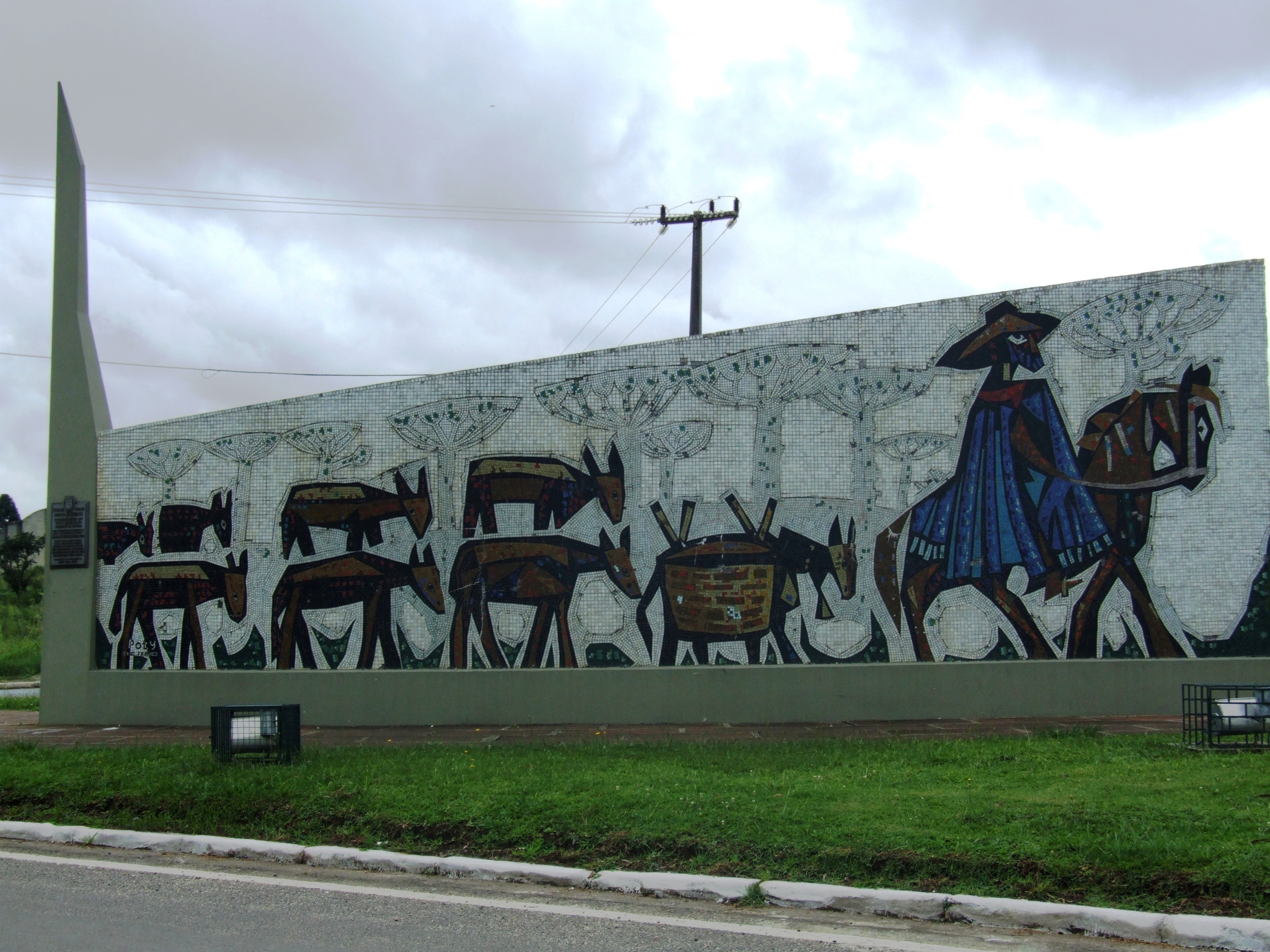
Monumento ao Tropeiro no município da Lapa (PR).

O tropeirismo no Paraná refere-se à colonização tropeira na região dos Campos Gerais, em consequência do Caminho das Tropas, onde fundaram cidades e deixaram um legado cultural e econômico.

## História

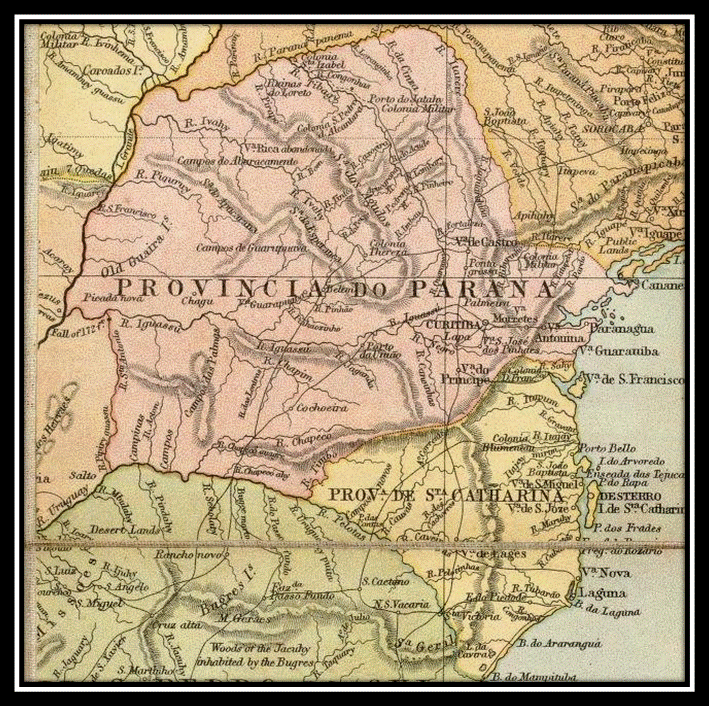
Mapa da Província do Paraná em 1866.

A descoberta das minas de ouro de Minas Gerais teve como uma de suas consequências a grande demanda de gado equino e vacum. Recorreu-se então aos muares xucros da região missioneira do sul, tocados pela estrada Viamão-Sorocaba, aberta em 1731. Segundo Brasil Pinheiro Machado, a construção dessa estrada foi "acontecimento relevante na história paranaense". Desligou Curitiba do ciclo litorâneo, distanciando-a socialmente de Paranaguá e incorporando-a ao sistema histórico das guerras de fronteira, dando-lhe oportunidade de uma marcha para o sul, para o norte e para oeste, de maneira que Curitiba passa a significar o caráter de toda a região que será a futura província".
No Paraná os tropeiros foram importantes na ocupação do segundo planalto. Os tropeiros muitas vezes precisavam pernoitar em pontos do percurso esperando a chuva estiar, ou nível dos rios abaixarem; isso gerava a necessidade de estoque de alimentos, disponibilidade de ferramentas e materiais para acampamento. O fluxo constante de pessoas ao longo da rota somado à esses acampamentos criava oportunidade para estabelecer comércio, nucleando pontos de urbanização.
Inaugurava-se assim o ciclo das tropas na história paranaense, que se estendeu até a década de 1870, quando começou a era do transporte ferroviário. Numerosos habitantes dedicaram-se ao rendoso negócio de comprar muares no sul, inverná-los em seus campos e revendê-los nas feiras de Sorocaba. Foi essencialmente com a disseminação das fazendas de criação e invernagem que se fez a ocupação do território. Com base na propriedade das pastagens e no trabalho de escravos negros e índios, estabelecem-se as famílias que detêm o poder regional. Graças às tropas que se estabeleciam ao torno de alguns rios, surgiram municípios como Lapa, Ponta Grossa, Castro, Piraí do Sul e Jaguariaíva.

## Cultura

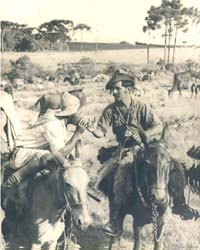
Tropeiros por volta do ano de 1900 em Ponta Grossa.

Em 1986 uma pesquisa considerou o tropeirismo como patrimônio cultural do estado do Paraná e nos últimos anos o tema apareceu associado a diferentes
iniciativas. Foram realizados eventos em diferentes cidades do Paraná, e dos estados do sul do país, para discutir o tema, a montagem de museus, ou setores em museus locais, a organização de grupos como os “Clubes dos Tropeiros”, o fomento a publicação bibliográfica e de outros tipos de publicações.
Como objeto de atenção das políticas públicas de patrimônio, o tropeirismo adquiriu centralidade em meados dos anos 80 do século XX. A Coordenadoria do Patrimônio Cultural da Secretaria de Estado da Cultura do Paraná, juntamente com outras instituições municipais, estaduais e federais, decidiu, em 1986, mapear as influências”do tropeirismo em alguns municípios. A intenção era a salvaguarda da memória dessa atividade por meio do registro, também, dos bens materiais (na época, as casas de fazenda) associados ao tema. Em 2006, o tropeirismo é retomado pela política de patrimônio. Uma pesquisa, patrocinada pelo IPHAN, apresenta-o sob a perspectiva do patrimônio imaterial.
Os museus, ou casas de cultura, também se destacam na salvaguarda da memória do tropeirismo. O Museu do Tropeiro, criado em 1977 em Castro, é considerado o mais importante do gênero no país. Conta com um acervo de mais de mil peças, documentos e objetos históricos que retratam a vida do tropeiro. Outros museus apresentam setores específicos relacionados ao tema, como é o caso do Museu Histórico Municipal Desembargador Edmundo Mercer Júnior, em Tibagi e da Casa Vermelha, em Lapa.
Há ainda os clubes dos tropeiros, de Rio Negro e da Lapa, que têm, por objetivo, pesquisar o ciclo do tropeirismo e a sua influência na formação
da cultura brasileira, resgatar a história dos tropeiros, além de promover atividades relativas ao tema.
Diversos municípios possuem outros espaços culturais destinados ao tema tropeirismo. São parques, praças e monumentos, que buscam reunir festividades, memória e tradição. Curitiba conta com o Parque dos Tropeiros, criado em 1994 em homenagem aos tropeiros. Monumentos também se fazem presente na Lapa, Campo Largo, Ponta Grossa, Telêmaco Borba, Piraí do Sul e Jaguariaíva.

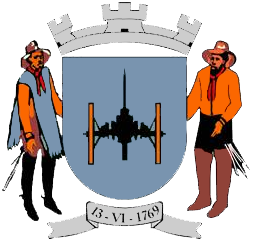
Tropeiros no brasão de armas do município da Lapa.

No município da Lapa, o dia do tropeiro foi instituído, através da Lei Municipal n° 353 de 1966, sendo festejado no dia 26 de abril. Em 2004, Nossa Senhora das Brotas foi conclamada padroeira da Rota dos Tropeiros. No Paraná, ficou instituída pela Lei n° 14356 de 2004 a primeira semana do mês de outubro como sendo a “Semana do Tropeiro” e, o dia 5 de outubro, o "Dia do Tropeiro". Em 2019, por iniciativa de Lei, foi alterado no âmbito do estado do Paraná o Dia do Tropeiro que passou a ser no dia 26 de abril e a última semana do mês de abril como a semana do tropeiro. Em 2008 em Piraí do Sul o dia 15 de novembro foi escolhido para comemorar o dia do tropeiro no município, entretanto a partir de uma proposta a data foi alterada em 2018 para o ser comemorada todo o primeiro domingo do mês de julho. Em 2014 foi instituído em Jaguariaíva o dia municipal do tropeiro, que passou a ser comemorado em 12 de maio. Em 2014 Curitiba instituiu o Dia da Memória Tropeira.
O tropeirismo também está presente em muitos símbolos dos municípios do Paraná, como nos brasões municipais, bandeiras e hinos. No brasão de armas da Lapa há dois homens de cada lado do escudo representando os tropeiros. O tropeiro também está presente nos brasões de Campo Largo, Piraí do Sul e Jaguariaíva, assim como em suas respectivas bandeiras. Também está presente no brasão do Santuário Diocesano do Senhor Bom Jesus da Pedra Fria da cidade de Jaguariaíva.

## Turismo
Muitos municípios do Paraná foram formados basicamente pelo movimento tropeiro. Atualmente no estado mais de 100 municípios possuem algum tipo de ligação com o Tropeirismo. No entanto, para caracterizar geograficamente esta importante rota, foram selecionados os municípios com maior ligação histórica para então viabilizar um produto turístico. Foi criada então a Rota dos Tropeiros, uma rota turística com municípios localizados na Região Metropolitana de Curitiba e Campos Gerais. O roteiro inclui Rio Negro, Campo do Tenente, Lapa, Porto Amazonas, Balsa Nova, Campo Largo, Palmeira, Ponta Grossa, Carambeí, Castro, Tibagi, Telêmaco Borba, Piraí do Sul, Arapoti, Jaguariaíva e Sengés.